# Baía das Gatas
Baía das Gatas est une localité du Cap-Vert, située sur l'île de São Vicente, à moins de 10 km de Mindelo, la capitale de l'île.
Elle est connue pour son festival de musique, le Festival de Baía das Gatas, de renommée internationale.